# Шугуняк
Шугуня́к — озеро в Кунашакском районе Челябинской области. Площадь поверхности озера — 11,9 км². Расположено на высоте 171 метр над уровне моря.

## Топоним
На старых картах подписано как Тугуняк. Это название происходит от башкирского личного имени Туганяк, Тугуняк, Туганды, основой которого является слово туган — «родственник».

## География
Расположено в южной части Кунашакского района на границе с Сосновским районом, рядом с рекой Теча, в непосредственной близости от населённых пунктов: Кунашак и Муслюмово.